# 比奇蒙特 (肯塔基州穆倫貝爾格縣)
比奇蒙特（英語：Beechmont）是位於美國肯塔基州穆倫貝爾格縣的一個人口普查指定地區。

## 人口
根據2020年美國人口普查的數據，比奇蒙特的面積為4.73平方千米，當中陸地面積為4.71平方千米，而水域面積為0.02平方千米。當地共有人口776人，而人口密度為每平方千米164.06人。